# Hästens
Hästr, o simplement Hastens és un fabricant suec establert el 1852, que produeix i comercialitza llits, roba de llit. , coixins i accessoris d'estil de vida.
L'empresa va ser fundada per Pehr Adolf Janson el 1852 com a empresa de guarnicionistes i és una empresa familiar. David Janson va canviar el seu enfocament a principis de 1900 de fer cadires de muntar a fer llits. El 1952, un segle després de la seva fundació, s'havien convertit en el proveïdor oficial de roba de llit de la cort reial de Suècia, un títol que comparteixen amb IKEA des de 1984. La companyia continua fabricant tots els llits a la seva fàbrica a Suècia.
Hästens fabrica llits i matalassos utilitzant materials com el cotó, el crin de cavall, la llana i el lli. Les botigues minoristes Hästens també venen roba de llit, coixins, edredons i accessoris de primera marca.

### Història

#### Inici casa Hästens
Comencem parlant de Pehr Adolf Janson i ens remuntem a Suècia de 1839.
Aleshores, Perh Adolf tenia nou anys i la seva mare acabava de morir deixant 7 fills. En aquells anys, la pobresa al país va obligar la major part de la població a emigrar als Estats Units. El pare de Perh Adolf va triar quedar-se.
L'educació rebuda per part del seu pare, que va intentar inculcar a tots els seus fills el valor del desenvolupament a l'ofici que cadascú triés, li fa marcar-se l'objectiu de ser mestre fabricant en cadires de muntar.
Als 18 anys, Perh Adolf es fa aprenent a l'ofici i només quatre anys més tard, el 1852, rep de mans del rei de Suècia el certificat de mestre fabricant en cadires de muntar. Aquests mestres, a més de cadires i guarnicions, també es dedicaven a fabricar matalassos amb la millor crinera de cavall i articles de cuir.
I el jove Perh Adolf, fabricant matalassos, sembra el germen del que més endavant seria Hästens. Poc després es casa amb Elisabeth Charlotta, el seu amor de sempre, i es muden a Hed amb els seus tres fills: Adolf Fredrik, Ida Elisabeth i Per Thure.

#### Segona Generació
Per Thure es va assegurar que la tradició de mestratge familiar seguís viva a finals del segle XIX, i per això es va fer càrrec del negoci de cadires de muntar a partir del 1885. Llavors, la família ja feia molt temps que seguia el savi consell de que cada generació fos millor que la precedent i així pogués ocupar-se dels seus éssers estimats.
Educat de la mateixa manera que el seu pare, Per tampoc va trigar a adaptar-se als nous temps i, quan la Primera Guerra Mundial va portar a Suècia els primers automòbils, va tenir la bona idea de centrar-se a fabricar matalassos, seients i coixins de crinera de cavall.

#### Tercera Generació
Juntament amb el seu fill David Janson, Per Thure va aconseguir expandir el negoci. I, el 1917, van decidir centrar-se completament als llits. La vigília de la festa del solstici d'estiu va ser la data en què Paul Janson, el cosí artista de Janson, va dibuixar el primer logotip de Hästens. Un logo on el cavall és un tribut a l'origen del negoci: les cadires de muntar.
Tot i la manca de materials a conseqüència de la guerra i de la malaltia de Per Thure, el negoci va aconseguir mantenir-se. La seva obsessió en la recerca del millor producte el va fer viatjar per tot el món per aconseguir les millors matèries primeres (fins i tot a Egipte on, aparentment, hi ha la crinera de cavall de millor qualitat).

#### Quarta Generació
El 1963, la filla de David Janson, Solveig, després d'haver estat directora financera durant molts anys a la companyia, va passar a ser responsable d'operacions.
Juntament amb 2 de les seves germanes i el seu marit, Jan Ryde, van aconseguir continuar expandint el negoci. Va ser el seu marit qui, el 1978, va dissenyar l'estampat de quadres blaus que esdevindria el distintiu de la casa.

#### Actualment
Un dels 4 fills de la parella ja s'ha incorporat al negoci familiar, un negoci que si és una petita empresa familiar ha arribat a ser present a 45 països d'Europa, Àsia i Amèrica.
Els llits Hästens continuen fabricant-se artesanalment, amb materials naturals 100%, i el mateix esperit d'excel·lència de fa 170 anys, quan Pehr Adolf va fabricar els primers llits. Per això són considerats com els millors llits del món.

### Materials
Utilitzen els materials més exclusius i amb la millor de les qualitats com per exemple: llana, cotó, lli, pi suec de primera qualitat, cabells de cua de cavall per proporcionar una sensació d'ingravidesa.

### Enllaços
- https://suitdelux.es/blog/opinion-productos-de-descanso/historia-de-hastens
- https://www.revistaad.es/espacios/dormitorios/articulos/cuanto-cuesta-y-donde-puedes-comprar-el-colchon-hastens
- https://www.hastens.com/es/tradici%C3%B3n
- https://www.theluxurybedcollection.com/hastens/
- https://www.wallpaper.com/design-interiors/melbourne-design-week-2024-best-of